# Коробейников, Виталий Владимирович
Виталий Владимирович Коробейников (род. 19 ноября 1950 года, Краснодар, РСФСР, СССР) — советский и российский художник, член-корреспондент Российской академии художеств (2007). Народный художник Российской Федерации (2006).

## Биография
Родился 19 ноября 1950 года в Краснодаре, где живёт и работает.
В 1971 году — окончил Краснодарское художественное училище, дипломная работа «Рыбаки Азова» (руководитель диплома Ю. И. Пименов).
С 1985 года — член Союза художников СССР.
С 1985 по 1990 годы — член правления Краснодарской Краевой организации Союза художников России.
С 1994 по 2007 годы — председатель Краснодарской Краевой организации Союза художников России.
С 2004 года — член комиссии по помилованию при Губернаторе Краснодарского края.
С 1999 по 2004 годы — секретарь Союза художников России по Южному федеральному округу.
В 2001 году — окончил Краснодарский государственный университет культуры и искусств по специальности «Монументально-декоративное искусство».
В 2007 году — избран членом-корреспондентом Российской академии художеств от Южного регионального отделения.
Профессор по живописи кафедры МДПИ, Краснодарский государственный институт культуры.

## Творческая деятельность
Основные произведения: серия картин «Времена года на Кубани».
Произведения представлены в музейных собраниях и частных коллекциях в России и за рубежом.

## Награды
- Народный художник Российской Федерации (2006)[1]
- Заслуженный художник Российской Федерации (1996)
- Лауреат «Фестиваля современного искусства» г. Сочи (1996)
- Медаль «За вклад в развитие Кубани — 60 лет Краснодарскому краю» (1999)
- Премия Гран-При «Фестиваля современного искусства» г. Краснодар (1999)
- Диплом Министерства Культуры России «За вклад в развитие отечественного изобразительного искусства» (2000)
- Краевая премия «В области Культуры и Искусства» за серию кубанских пейзажей (2001)
- Золотая медаль ТСХР (2010)
- Золотая медаль РАХ (2006)